# Tercja Pikardyjska
Tercja Pikardyjska, Formacja Wokalna Tercja Pikardyjska (ukr. Піккардійська терція) – ukraińska grupa muzyczna wykonująca utwory a cappella.
Tercja Pikardyjska to sześciu absolwentów wydziału Dyrygentury Konserwatorium we Lwowie. Swoją nazwę wzięli od rozpowszechnionego w szesnastowiecznej Pikardii zwyczaju wieńczenia utworu w tonacji molowej ozdobnym akordem durowym.

## Historia
Zespół powstał w 1992 r. we Lwowie jako kwartet, w którego skład wchodzili: Wołodymyr Jakymeć, Jarosław Nudyk, Andrij Kapral i Bohdan Bohacz. W 1993 r. Tercja Pikardyjska została wyróżniona na festiwalu Czerwona Ruta w Doniecku. Rok później grupa nagrała debiutancki album, a na festiwalu w Czerniowcach zdobyła nagrody w aż trzech kategoriach: pieśni narodowej, piosenki popularnej i poezji śpiewanej. Następne lata przyniosły poszerzenie zespołu do 6 osób, kolejne nagrody na ukraińskich festiwalach oraz występy zagraniczne (głównie w USA i Polsce, ale także w Niemczech, Rosji, Francji, Włoszech i Kanadzie). W 1997 r. Tercja Pikardyjska zaśpiewała przed Hillary Clinton w Operze Lwowskiej. Grupa występowała także na Festiwalu Piosenki Polskiej w Opolu. W październiku 2000 r. Tercja zdobyła główną nagrodę na festiwalu "Vocal Total" w Monachium.
W 2008 zespół otrzymał Nagrodę Państwową im. Tarasa Szewczenki.

## Aktualny skład zespołu
- Wołodymyr Jakymeć – kierownik artystyczny, tenor
- Jarosław Nudyk – tenor
- Andrij Kapral – tenor
- Bohdan Bohacz – baryton
- Andrij Szawała – bas
- Roman Turianyn – tenor

## Dyskografia

### MC
- Ad libitum (1995, live)
- Cicha noc (Тиха ніч) (1996, live)
- Ja wymyślę świat (Я придумаю світ) (1999)

### CD
- Tercja Pikardyjska (Піккардійська Терція) (1994)
- Sad anielskich pieśni (Сад ангельских пісень) (1997)
- Ja wymyślę świat (Я придумаю світ) (1999)
- Tercja Pikardyjska (2002)
- Eldorado (Ельдорадо) (2002)
- Ukraińska kolekcja (Українська колекція) (2003)
- Antologia vol. 1 (Антологія. Том 1) (2003)
- Z nieba na ziemię (З Неба до Землі) (2004)
- Antologia vol. 2 (Антологія. Том 2) (2005)
- Etiudy (Етюди) (2009)